# Mortadela
Mortadela (tal. mortadella) je debela okrugla kobasica koja se pravi od mješavine svinjskog i telećeg mesa, slanine te raznih začina. Ova kobasica je izvorno iz Italije (mortadella) i nastala je u Bologni.